# Múnito
En la mitología griega, Múnito fue hijo de Acamante y Laódice. 
Educado en la mansión de Príamo (su abuelo), por su bisabuela, Etra, madre de Teseo, cautiva de Helena. 
Cuando cayó Troya, Múnito volvió junto a su padre Acamante, quien lo llevó al Ática junto con Etra, ya liberada. Durante el camino, Múnito murió por una mordedura de serpiente.